# (7873) Böll
(7873) Böll ist ein Asteroid des mittleren Hauptgürtels, der am 15. Januar 1991 vom deutschen Astronomen Freimut Börngen an der Thüringer Landessternwarte Tautenburg (IAU-Code 033) im Tautenburger Wald in Thüringen entdeckt wurde.
Benannt wurde er am 11. April 1998 nach dem deutschen Schriftsteller Heinrich Böll (1917–1985), der als einer der bedeutendsten Autoren der Nachkriegszeit gilt und 1972 den Nobelpreis für Literatur erhielt.